# Helmut Zehetmair
Helmut Zehetmair (* 16. Juni 1935 in Attnang-Puchheim, Oberösterreich; † 19. Juli 2021 in Hallein-Rif) war ein österreichischer Musiker, Musikpädagoge und Universitätsprofessor der Universität Mozarteum.

## Leben
Zehetmair erlangte 1954 die Matura an der Lehrerbildungsanstalt in Linz. Er absolvierte ein Musikstudium an der Universität Mozarteum in Salzburg. Er studierte Instrumentalmusik bei Cesar Bresgen (Diplom 1956), Violine bei Filiberto Estrela und Franz Samohyl (Diplom 1957), Kammerorchester bei Bernhard Paumgartner und Schulmusikerziehung bei Eberhard Preussner und Anton Dawidowicz (Diplom 1958).
In den Jahren 1957 bis 1959 nahm Zehetmair am European Seminar of Early Music in Brügge unter Dirigenten Safford Cape teil.
Seine Dissertation im Fach Musikwissenschaft legte er 1965 an der Universität Innsbruck bei Wilhelm Fischer und Hans Zingerle, mit dem Thema „Johann Michael Haydns Kammermusikwerke á quattro und á cinque“, ab.

## Künstlerische und pädagogische Tätigkeit
Von 1954 bis 1960 war Helmut Zehetmair Primgeiger in der Camerata Academica des Mozarteums unter der Leitung von Bernhard Paumgartner und Antonio Janigro.
1960 wurde er Mitglied des Mozarteumorchesters Salzburg.
Seine erste Lehrtätigkeit übte er von 1961 bis 1973 als Musikprofessor an Gymnasien und an der Pädagogischen Akademie in Salzburg aus.
In dieser Zeit verfasste er auch Schulfunkreihen für den ORF.
Von 1974 bis 2003 war Zehetmair Universitätsprofessor für Violine, Viola und Kammermusik an der Universität Mozarteum in Salzburg.
Des Weiteren war er dort von 1973 bis 1979 Leiter des Instituts für „Vergleichende Musikpädagogik“, Leiter der ersten Studienkommission für alle Instrumentalfächer und Organisator institutseigener Instrumentalwettbewerbe.
2004 wurde Helmut Zehetmair am Mozarteum emeritiert, übte aber weiter Lehr- und Forschungstätigkeiten aus. Er trug den Titel Professor emeritus venia docendi.
Ab 1974 war er Dozent bei der Sommerakademie Salzburg, der Bayerischen Musikakademie Marktoberdorf und Gastdozent an der Universität Taipeh/Taiwan und bei der Altensteiger Sommermusik. 1996 bis 2000 war Zehetmair Gastprofessor an der Kunstuniversität Graz.
Zu seinen Schülern gehörten bekannte Solisten, Kammermusiker, Konzertmeister und Pädagogen wie Thomas Zehetmair, Lukas Hagen, Veronika Hagen, Oswald Sallaberger, und Lena Neudauer.
Zudem gründete Zehetmair 1979 das Kammerorchester Salzburger Musici und war Bratscher im Salzburger Streichquartett.

## Publikationen
- „Gehörbildung und Hörerziehung“, in der Zeitschrift Musikerziehung, Österreichischer Bundesverlag, Wien (1972)
- „Violinunterricht in Kleingruppen“, in der Zeitschrift Musikerziehung, Österreichischer Bundesverlag, Wien (1973)
- „Zur Praxis koordinierter und kooperativer Musikerziehung“, in der Zeitschrift Musikerziehung, Österreichischer Bundesverlag, Wien (1976)
- „Instrumentalspiel und Musikerziehung“,  Ausgabe Violine, Helbling-Verlag, Innsbruck (1973)
- „Hören und Geigen nach Suzuki“ (mit Bruno Steinschaden), Heinrichshofen-Verlag, Wilhelmshaven (1982)
- „Transzendenz in der Violinpädagogik“, in ESTA-Nachrichten (1985)
- Streichquartette und Streichquintette von Johann Michael Haydn, Musikverlag Doblinger, Wien
- Streichtrios von Johann Georg Albrechtsberger, Musikverlag Doblinger, Wien (1973–88)

## Auszeichnungen
- 1992: Großes Silbernes Ehrenzeichen für Verdienste um die Republik Österreich[2]
- 2007: Kulturpreis der Stadt Altensteig

## Forschungsschwerpunkte
Untersuchungen:
- zu wissenschaftlichen Grundlagen der Musizierpraxis,
- des Übens
- der Werkinterpretation
- der Integration von Wissen und fantasievollem Gestalten,
- der Trainingsmöglichkeiten für Vernetzung zwischen „Kopf, Herz und Hand“ (vgl. H. Pestalozzi),
- einer Systematischen Violintechnik
- Aufbereitung der Korrespondenz mit Ljerko Spiller und Ruggiero Ricci